# Simulium savici
Simulium savici är en tvåvingeart som först beskrevs av Baranov 1937.  Simulium savici ingår i släktet Simulium och familjen knott. Inga underarter finns listade i Catalogue of Life.